# Bohdan Bondarenko
Bohdan Bondarenko (en ucraniano: Богдан Бондаренко; Járkov, Unión Soviética, 30 de agosto de 1989) es un atleta ucraniano de salto de altura. Ganó la medalla de oro en el Campeonato Mundial de 2013. Su marca personal es de 2,42 metros, registro con el que igualó el récord europeo en posesión del sueco Patrik Sjöberg y en su momento fue la segunda mejor marca de la historia —igualando a Sjöberg —, pero posteriormente fue superado por el catarí Mutaz Essa Barshim y el cubano y vigente plusmarquista mundial Javier Sotomayor (2,45 m).

## Trayectoria
En septiembre de 2005 saltó 2,15 metros en Yalta, y en enero de 2006 se fue a los 2,21 metros en la pista cubierta de Kiev. En agosto de ese año participó en el Campeonato Mundial Júnior de Pekín. Con un salto de 2,14 metros en la fase de clasificación, logró llegar a la final, donde fue el finalista más joven (16 años). En la final, Bondarenko ganó la medalla de bronce con un salto de 2,26 metros. En febrero de 2007 mejoró su mejor marca en pista cubierta al saltar 2,25 metros en Kiev.

### Campeón mundial júnior
En 2008, Bondarenko saltó 2,25 metros (marca mundial júnior del año) y se clasificó para el Campeonato Mundial Júnior que se disputó en Bydgoszcz. En la final, se fue a los 2,26 metros en el primer intento, salto que finalmente le daría la medalla de oro.
El 4 de febrero de 2009, consiguió su mejor marca en pista cubierta al saltar 2,27 metros en Lódz. Participó en el Campeonato de Europa en Pista Cubierta de ese mismo año y se clasificó para la final, aunque terminó en el noveno y último lugar con un salto de 2,20 metros.
En 2011, Bondarenko eleva su marca personal a los 2,30 metros para ganar el Campeonato Europeo Sub-23 en Ostrava. En la Universiada de Verano de ese mismo año celebrada en Shenzhen, ganó el título con un salto de 2,28 metros.

### Juegos Olímpicos de Londres
El 17 de junio de 2012, estableció una nueva marca personal al saltar 2,31 metros en Mykolaiv. Bondarenko fue finalista de los Juegos Olímpicos de Londres, terminando en séptimo lugar al saltar 2,29 metros. Sólo dos hombres saltaron más alto que él: Iván Újov y Erik Kynard. En la lucha por el tercer puesto, Bondarenko y otros cinco atletas llegaron a los 2,29 metros, pero el ucraniano se vio relegado al séptimo puesto porque él necesitó dos intentos para superar esa altura.

### 2013, el año de su consagración
El 10 de mayo de 2013, Bondarenko ganó la reunión de Doha, la primera de la Liga de Diamante, consiguiendo un nuevo récord personal al aire libre al saltar 2,33 metros, marca que volvió a repetir el día 18 del mismo mes para ser segundo en la reunión de Shanghái. El 30 de junio, mejora su marca personal en 3 cm al saltar 2,36 metros en la reunión de Birmingham. El 4 de julio, saltó 2,41 metros en la reunión de Lausana, el quinto mejor registro de la historia y la mayor altura alcanzada en los últimos 19 años (desde que el 15 de julio de 1994 el cubano Javier Sotomayor lograra la misma marca en Londres), convirtiéndose en el tercer atleta en el ranking mundial de todos los tiempos, solo por detrás de Javier Sotomayor (2,45 m) y del sueco Patrik Sjöberg (2,42 m). También batió el récord nacional de Ucrania en posesión de Rudolf Povarnitsyn, el primer saltador en llegar a los 2,40 metros, registro que consiguió en 1985.

#### Campeón mundial
El 15 de agosto de 2013, en la final del Campeonato Mundial de Moscú, Bondarenko superó los 2,29 m y 2,35 m en su primer intento, e igualó su mejor marca personal al superar los 2,41 metros en su segundo intento. Con este último salto, ganó su primer título mundial y mejoró en un centímetro el récord del campeonato en posesión de Sotomayor desde el Campeonato Mundial de 1993. El catarí Mutaz Essa Barshim (2,38 m) y el canadiense Derek Drouin (2,38 m) terminaron segundo y tercero, respectivamente. Bondarenko intentó batir el récord mundial en posesión de Sotomayor (2,45 m), pero fracasó en sus tres intentos.

## Palmarés
| Año  | Competición                          | Lugar     | Puesto | Marca  |
| ---- | ------------------------------------ | --------- | ------ | ------ |
| 2006 | Campeonato Mundial Júnior de 2006    | Pekín     | 3.º    | 2,26 m |
| 2008 | Campeonato Mundial Júnior de 2008    | Bydgoszcz | 1.º    | 2,26 m |
| 2009 | Campeonato Europeo en Pista Cubierta | Turín     | 9.º    | 2,20 m |
| 2011 | Campeonato Europeo Sub-23            | Ostrava   | 1.º    | 2,30 m |
| 2011 | Universiadas                         | Shenzhen  | 1.º    | 2,28 m |
| 2012 | Campeonato Europeo                   | Helsinki  | 11.º   | 2,15 m |
| 2012 | Juegos Olímpicos                     | Londres   | 7.º    | 2,29 m |
| 2013 | Campeonato Europeo por Equipos       | Gateshead | 1.º    | 2,28 m |
| 2013 | Campeonato Mundial de 2013           | Moscú     | 1.º    | 2,41 m |

## Mejores marcas
| Prueba                   | Marca  | Lugar      | Fecha                                   |
| ------------------------ | ------ | ---------- | --------------------------------------- |
| Salto de altura          | 2,42 m | Nueva York | 14 de junio de 2014                     |
| Salto de altura (indoor) | 2,27 m | Lódz Turín | 4 de febrero de 2009 6 de marzo de 2009 |